# 野亚麻荠
野亚麻荠（学名：Camelina sylvestris）为十字花科亚麻荠属下的一个种。

## 扩展阅读
- 維基物種上的相關：野亚麻荠